# Speea triloba
Speea triloba är en amaryllisväxtart som beskrevs av Pierfelice Ravenna. Speea triloba ingår i släktet Speea och familjen amaryllisväxter. Inga underarter finns listade i Catalogue of Life.